# Lista de personagens de Herdeiros de Atlântida

## Arcanjos
Miguel: O Príncipe dos Anjos. Maior de todos os arcanjos, venceu os exércitos de Lúcifer e os expulsou para o Sheol.
Lúcifer: A Estrela da Manhã, chamado também de Filho do Alvorecer, Portador da Luz ou Arcanjo Sombrio. Rebelou-se contra Miguel e hoje tem seu próprio domínio nas profundezas do inferno.
Rafael: A Cura de Deus ou Quinto Arcanjo. O mais bondoso e indulgente dos primicérios. Desapareceu misteriosamente nos dias que se seguiram o dilúvio.
Gabriel: O Mestre do Fogo, Mensageiro, Anjo da Revelação ou Força de Deus. Costumava ser enviado a Haled para cumprir missões ordenadas pelos demais arcanjos. Revoltou-se contra o irmão, Miguel, dando início a guerra civil.
Uziel: O Marechal Dourado. Patrono dos Querubins, é o caçula entre os arcanjos.

## Anjos
Ablon: O Primeiro General. O maior soldado do arcanjo Miguel. Posteriormente se rebelou, 
tornando-se líder dos anjos renegados.
Andril: O Anjo Branco. Um ishim que manipula o frio e o gelo. É um dos arcontes de Miguel.
Apollyon: O Anjo Destruidor. Guerreiro preferido de Lúcifer. Caiu com ele, transformando-se em um de seus demônios.
Astaroth: Chamado de Demônio Celeste, guarda o Cárcere do Medo, a maior prisão do paraíso.
Aziel: Um dos ishins de Gabriel. Soberano da Cidadela de Fogo.
Dariel: Vigia em serviço do Cárcere do Medo.
Denyel: Ex-agente do arcanjo Miguel. Um dos querubins exilados.
Forcas: Um dos soldados de Andril. Quando materializado, assume a imagem de um vigoroso leão.
Hakem: Soldado em serviço do Cárcere do Medo.
Henoch: Um hashmalim, arconte de Miguel. Enfrentou Kaira na Torre das Almas.
Ismael: Aliado de Kaira na primeira missão. Foi um dos poucos hashmalins que abraçaram a facção rebelde.
Kaira: Centelha Divina. Capitã dos exércitos revolucionários de Gabriel, é uma ishim da província do fogo.
Levih: Amigo dos Homens. Um ofanim partidário das forças rebeldes. Caminha na terra ajudando os seres humanos.
Mariah: Uma serafim. Integrande da equipe de Kaira na missão da Torre das Almas.
Mickail: Um querubim exilado. Junto com Denyel, integrou o batalhão dos anjos da morte.
Primeiro Anjo: Figura temida e misteriosa. Antigo líder dos sentinelas.
Teth: Um dos malakins exilados.
Urakin: Punho de Deus. Um guerreiro obstinado e forte, é o parceiro de missão de Levih.
Varna: Líder do regimento das arqueiras. Lugar-tenente do arcanjo Gabriel.
Yaga: Sombra da Morte. Uma hashmalim sob as ordens de Andril.
Zarion: Guarda-costas de Kaira.

## Demônios e deuses
Andira: A Senhora da Noite. Antiga deusa dos povos yamís, uma das civilizações pré-cataclísmicas.
Bakal: Demônio controlado por Guth. Alimenta-se de sentimentos depressivos.
Guth: Demônio que suga a energia dos seres humanos a partir de espasmos de êxtase.
Sirith: Comanda uma brigada de raptores. Sua missão é capturar anjos na terra.

## Humanos
Aaron Cooper: Chefe de pelotão de Denyel, no Somme.
Bartley Smith: Jovem irlandês. Amigo de Denyel nos campos da Primeira Guerra Mundial.
Edward Hughes: Um dos soldados na trincheira de Denyel, no Somme.
Eva Arsen: Mãe de Rachel. Falecida de câncer.
Hector: Namorado de Rachel.
Hermes: Zelador-chefe da Universidade de Santa Helena.
Hugo Arsen: Pai de Rachel. Geólogo, trabalhava para a instituição de pesquisa marinha Icon.
Leon Roche: Psiquiatra, chefe da ala médica da Universidade de Santa Helena.
Mr. Hyde: Apelido de um recruta do mesmo pelotão de Denyel, na Primeira Guerra Mundial.
Rachel Arsen: Menina aprisionada no avatar de Kaira.